# Lázaro Cárdenas (gemeente in Quintana Roo)
Lázaro Cárdenas is een gemeente in de Mexicaanse deelstaat Quintana Roo. De hoofdplaats van Lázaro Cárdenas is Kantunilkín. Lázaro Cárdenas heeft een oppervlakte van 3989 km².
Lázaro Cárdenas heeft 20.411 inwoners, waarvan 10.537 mannen en 9874 vrouwen. 7771 inwoners zijn veertien jaar of jonger. 10.154 inwoners spreken een inheemse taal, waarvan Maya met 10.132 het meeste sprekers heeft.
De gemeente is genoemd naar Lázaro Cárdenas, die van 1934 tot 1940 president van Mexico was.

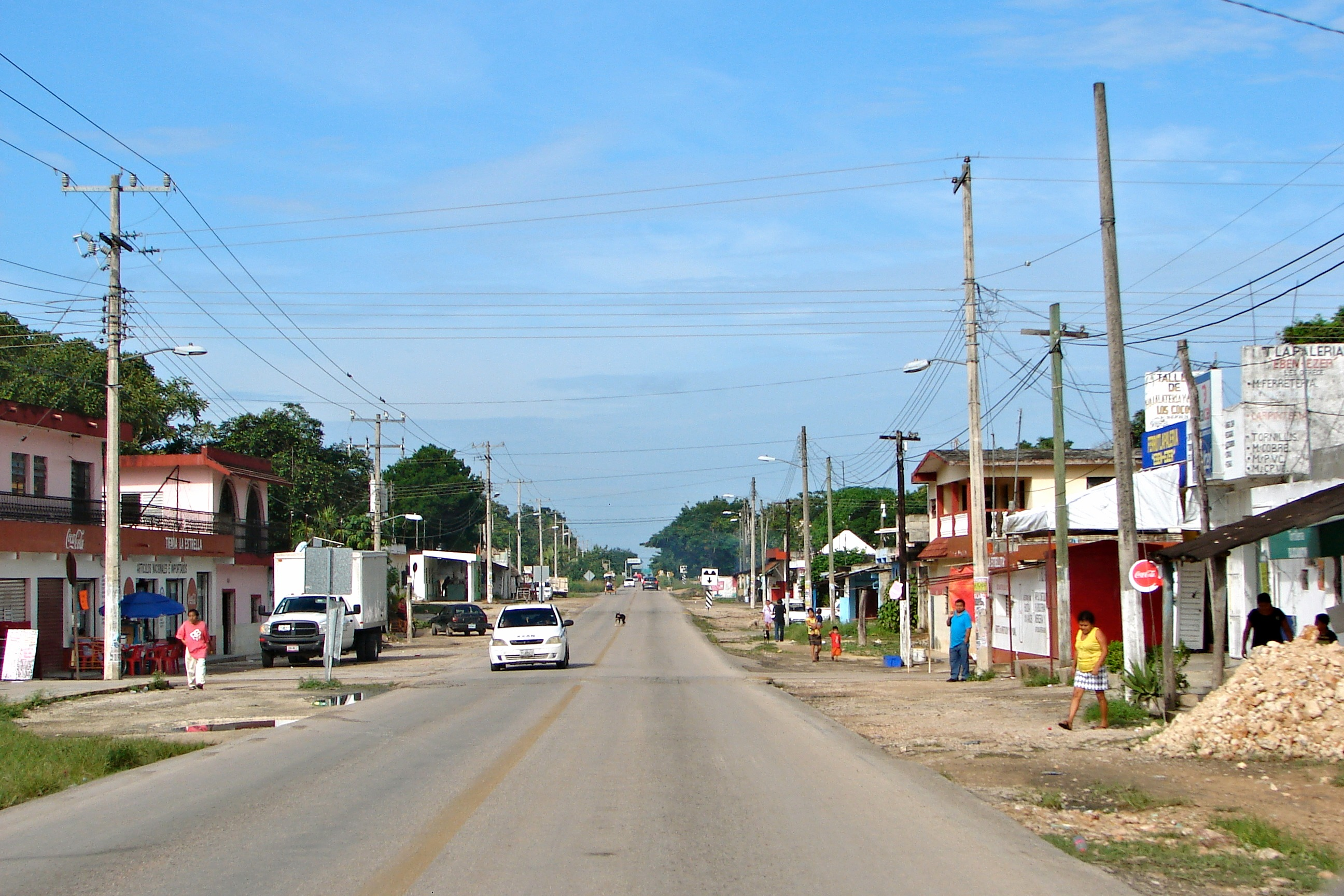
Ignacio Zaragoza
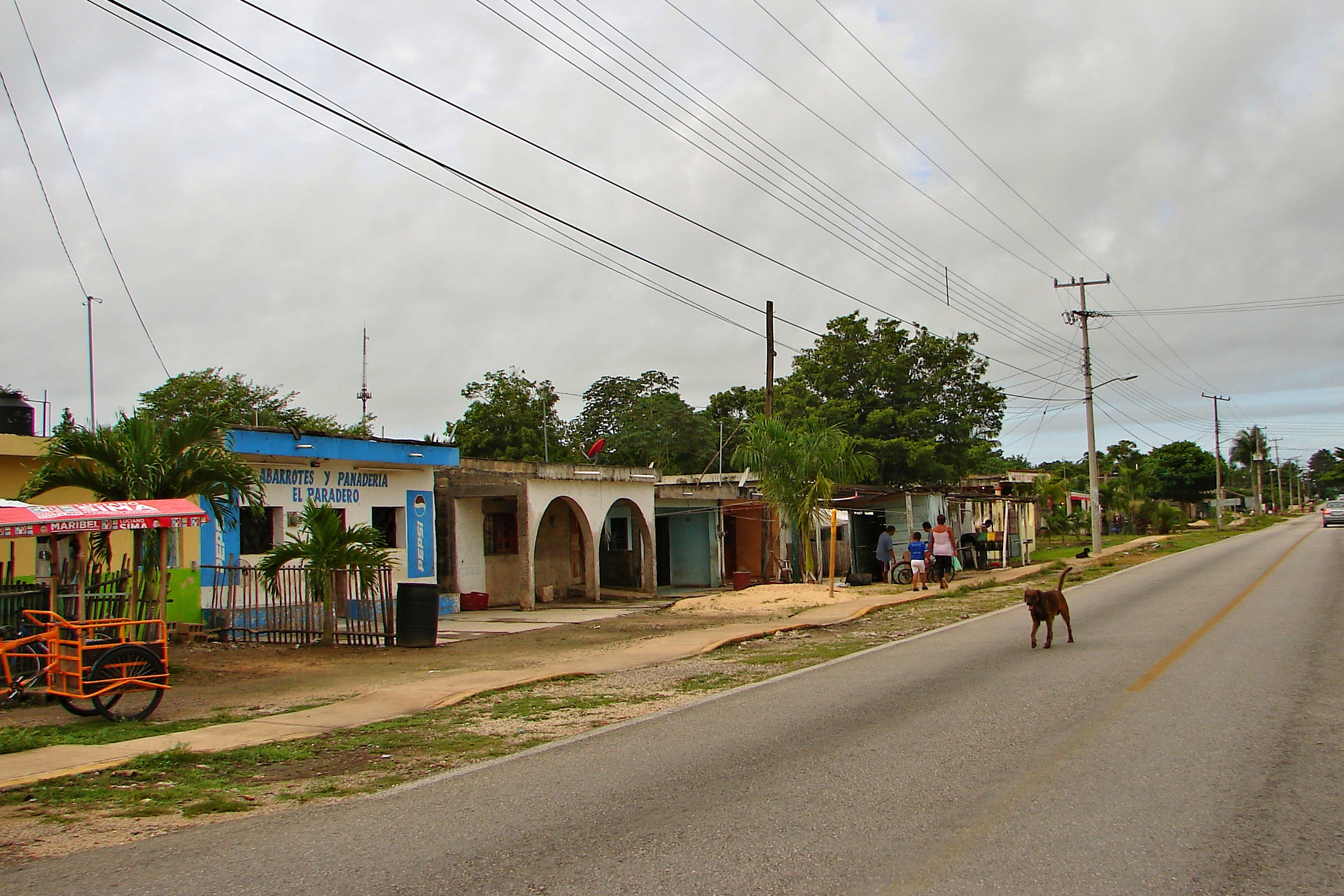
Nuevo Valladolid
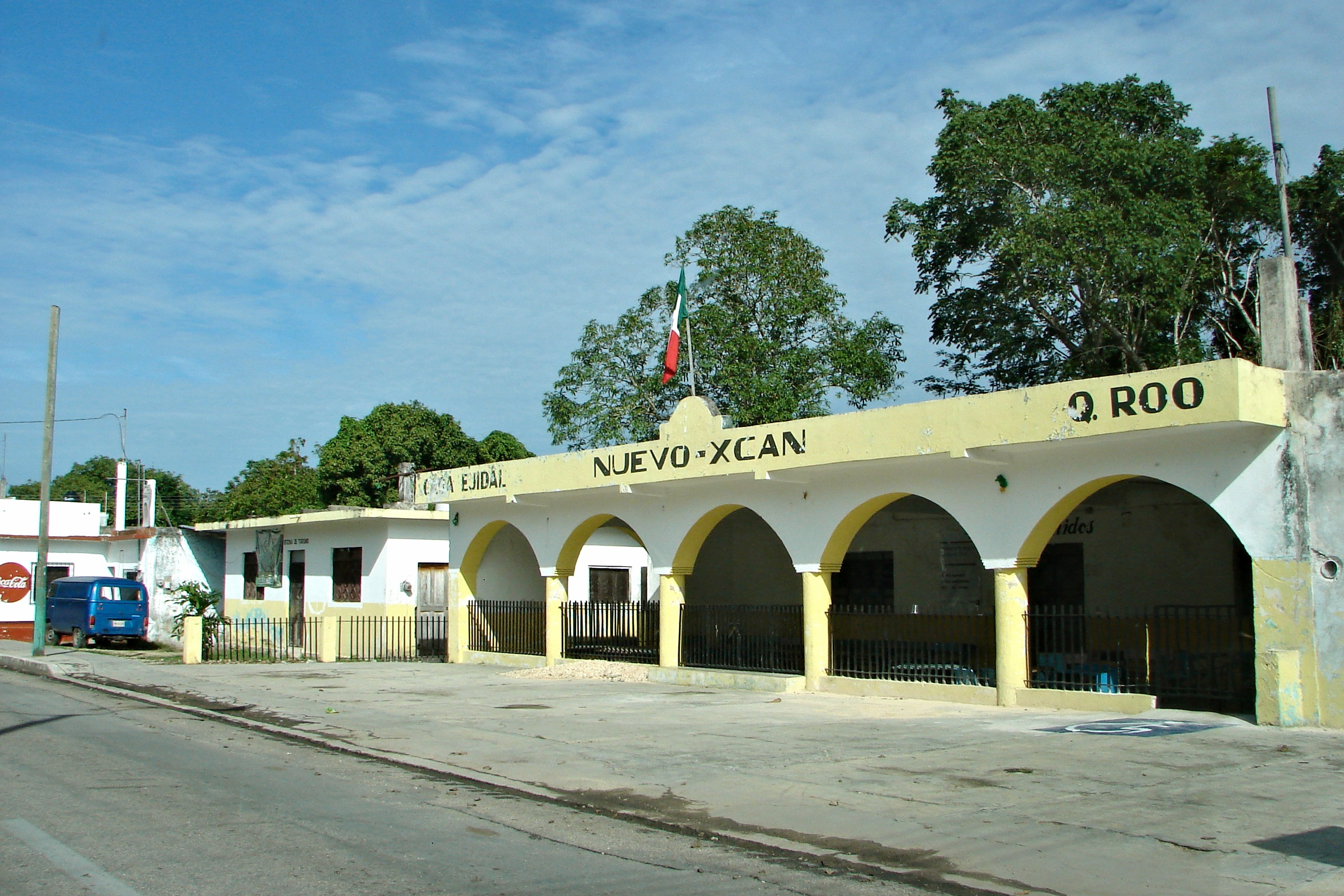
Nuevo X-Can
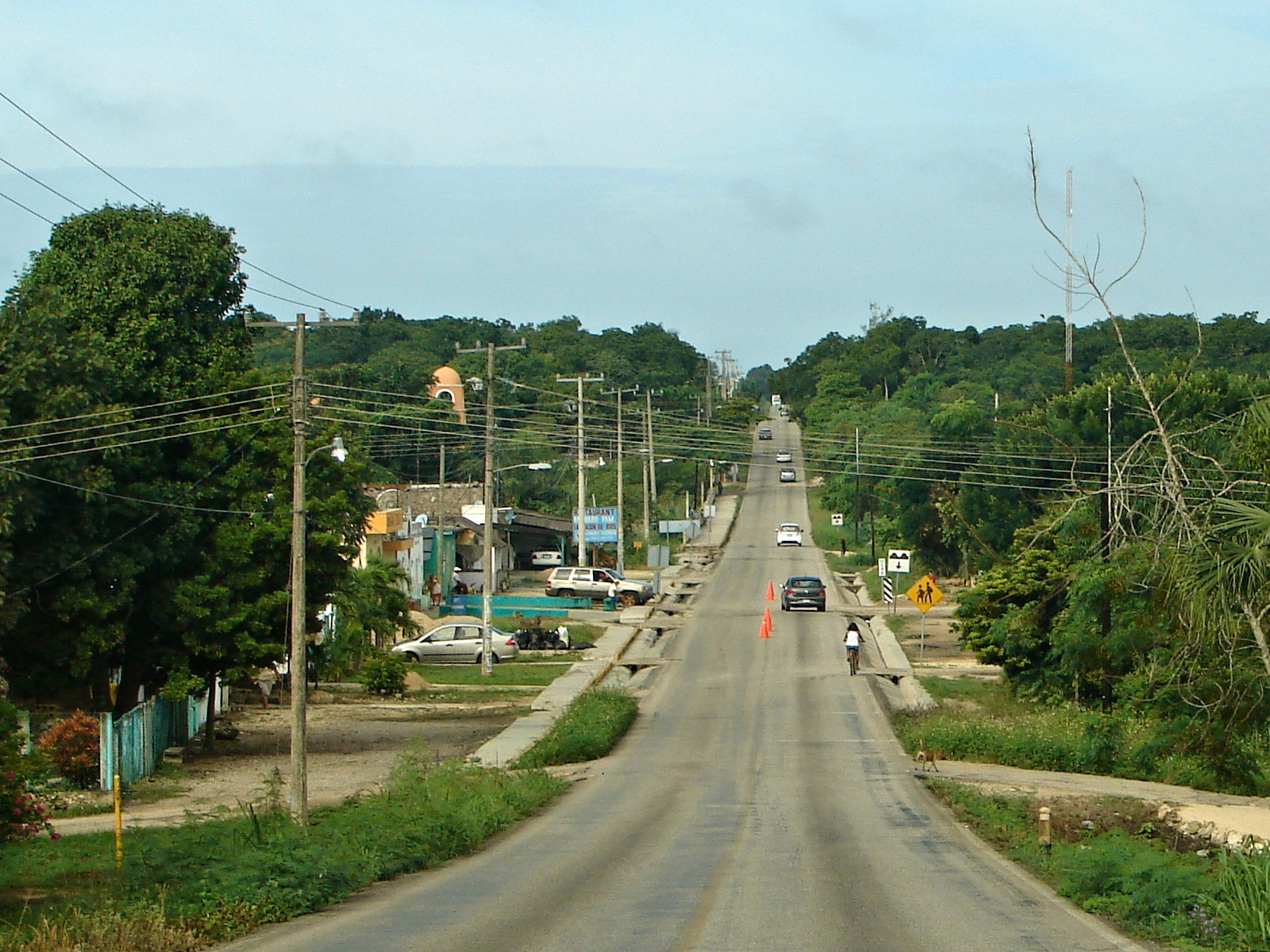
El Tintal

Bacalar · Benito Juárez · Cozumel · Felipe Carrillo Puerto · Isla Mujeres · José María Morelos · Lázaro Cárdenas · Othón P. Blanco · Puerto Morelos · Solidaridad · Tulum
- Library of Congress Control Number: no2008008774
- Virtual International Authority File: 142277734